# 埃列娜·齐奥塞斯库
埃列娜·齐奥塞斯库（羅馬尼亞語：Elena Ceaușescu，羅馬尼亞語發音：[eˈlena tʃe̯a.uˈʃesku]；1916年1月7日—1989年12月25日）原名莱努察·彼特雷斯库（羅馬尼亞語：Lenuța Petrescu），罗马尼亚社会主义共和国政治人物。前罗马尼亚共产党总书记及总统尼古拉·齐奥塞斯库之夫人，曾经出任部长会议副主席（副总理）。

## 早年生活
出身于瓦拉几亚地区的贫农家庭，在接受四年的小学教育后和其兄移居首都布加勒斯特。做过实验室助理，后成为纺织工人并于1930年代中期参加罗马尼亚共产党，开始参与共产主义革命运动。1946年，她和齐奥塞斯库结婚，1947年罗马尼亚共产党执政以后，担任外交部秘书。历史学家一般认为，在1965年齐奥塞斯库上台以前，她在罗马尼亚政治生活中其并没有多少重要的作用。

## 参与政治

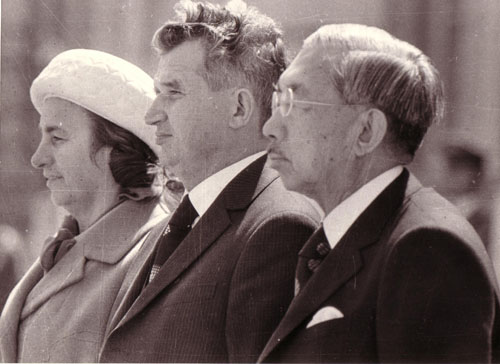
齐奥塞斯库夫婦於1975年造訪日本，與昭和天皇在東京合影；圖中三人均於1989年逝世(昭和天皇之忌日為埃列娜·齐奥塞斯库之生日)。

1965年丈夫齐奥塞斯库成为罗马尼亚共产党的总书记（最高领导人）以后，她成为罗马尼亚政坛上的主要人物。在罗马尼亚当时的公共舆论中，其被称为“同志”，但在美国的罗马尼亚团体中（普遍效忠于前王国政权），则被带有敌意得称呼为“齐奥塞斯库女士”。罗马尼亚的相当大部分人、罗马尼亚的海外团体和西方世界认为，她可能是罗马尼亚齐奥塞斯库时期最为人所痛恨的人物。埃列娜·齐奥塞斯库本人教育有限，她后来取得化学博士学位，但该学位普遍被罗马尼亚化学界怀疑为依靠特权获得。除此之外，其也积极参与罗马尼亚的政治事务。1968年，她被选入罗马尼亚首都布加勒斯特市政委员会。1972年，她成为罗马尼亚共产党中央委员会委员。1979年，她当选科学技术委员会主席。1980年，她被任命为部长会议副主席（政府副总理），实际地位仅在丈夫之下。有相当多的罗马尼亚人认为其对其丈夫有广泛影响，没能阻止丈夫走向独裁，事实上助长了其丈夫的腐败和独裁倾向。
另外，罗马尼亚民间不少人士认为，她在生育政策上的失误导致了70到80年代罗马尼亚普遍的非婚生子女问题；而卫生领域的人士则指责她在领导罗马尼亚国家健康委员会期间由于否认艾滋病在罗马尼亚的存在，导致了该种疾病在欧洲地区的最大一次爆发。

## 在罗马尼亚革命中
1989年，她丈夫访问伊朗期间由她控制国内形势，蒂米什瓦拉事件以后，全国局势剧变，并导致了暴力交火事件。支持齐奥塞斯库的罗马尼亚保安部队和起义的民众及军队在首都发生剧烈枪战。其与丈夫在认为局势不可挽回的情况下乘坐直升飞机离开首都住所。但很快，于12月25日，被起义群众俘获。在一次简短的审判中，她拒绝回答问题并拒绝承认法庭权威。并声称法庭人员在使用挑衅性语言和其对话。审判后夫妇立即在特尔戈维什泰被枪决。

## 逸聞
在罗马尼亚她的绰号是“Codoi”，这一绰号有可能源于她对二氧化碳（CO
2）的错误读法（在罗马尼亚语中 "doi" 意为“二”）。當時的官方宣傳常常提到埃列娜的科學成就，但事實上，埃列娜本人只唸過小學，而成績亦不太好，只有針織一科拿到好成績。所以，她经常被以这一绰号嘲讽，包括在其审判中在场的官员也引用了这一绰号。Codoi 一词在罗马尼亚语中的意思是“大尾巴”，这更增加了其幽默效果。
埃列娜曾经被称为：“罗马尼亚科学进步、世界和平和国际合作的卓越贡献者、党和罗马尼亚的光辉命运的先锋战士、广受爱戴的罗马尼亚人民的女儿”。